# Holly (Colorado)
Holly és una població dels Estats Units a l'estat de Colorado. Segons el cens del 2000 tenia 1.048 habitants.

## Demografia
Segons el cens del 2000, Holly tenia 1.048 habitants, 369 habitatges, i 250 famílies. La densitat de població era de 539,5 habitants per km².
Dels 369 habitatges en un 39% hi vivien nens de menys de 18 anys, en un 54,5% hi vivien parelles casades, en un 8,7% dones solteres, i en un 32% no eren unitats familiars. En el 27,9% dels habitatges hi vivien persones soles el 16,3% de les quals corresponia a persones de 65 anys o més que vivien soles. El nombre mitjà de persones vivint en cada habitatge era de 2,71 i el nombre mitjà de persones que vivien en cada família era de 3,36.
Per edats la població es repartia de la següent manera: un 32% tenia menys de 18 anys, un 8,4% entre 18 i 24, un 24% entre 25 i 44, un 19,8% de 45 a 60 i un 15,8% 65 anys o més.
L'edat mediana era de 34 anys. Per cada 100 dones de 18 o més anys hi havia 91,2 homes.
La renda mediana per habitatge era de 24.917 $ i la renda mediana per família de 31.979 $. Els homes tenien una renda mediana de 23.000 $ mentre que les dones 21.250 $. La renda per capita de la població era de 14.246 $. Entorn del 21,7% de les famílies i el 27,9% de la població estaven per davall del llindar de pobresa.

## Poblacions més properes
El següent diagrama mostra les poblacions més properes.